# Kristian Helweg
Hans Kristian Saxtorph Helweg, född 17 oktober 1847 i Odense, död 16 april 1901 i Vordingborg, var en dansk psykiater; kusin till Agner Helweg.
Helweg tog medicinsk examen 1873 och tjänstgjorde vid olika hospital, men inriktade sig 1876 på psykiatri. Han anställdes då på sinnessjukanstalten Oringe vid Vordingborg, blev därefter reservläkare vid anstalten i Viborg 1877 och vid Jydske asyl 1878. Han utnämndes 1890 till överläkare vid Oringe anstalt, efter att han 1886 hade tagit doktorsgraden på avhandlingen Studier over de vasomotoriske nervebaners centrale forløb, i vilken han bland annat beskrev den så kallade "Helwegs trekantsbana", Tractus olivospinalis, en knippe nervtrådar som från förlängda märgen går ned i den främre och yttre delen av ryggmärgens halsdel. De erfarenheter som han hade inhämtat på talrika studieresor gjorde det lätt för honom att modernisera den av honom ledda anstalten.